# Championnat du Sri Lanka de football 2007
Navigation
Saison précédente Saison suivante
La saison 2007 du Championnat du Sri Lanka de football est la vingt-quatrième édition du championnat national de première division au Sri Lanka. Les douze meilleures formations du pays sont réparties en deux poules et se rencontrent à deux reprises. À l'issue de la phase régulière, les deux premiers disputent la phase finale pour le titre, tandis que le dernier de chaque poule est relégué en deuxième division.
C'est le Ratnam Sports Club, tenant du titre, qui remporte à nouveau la compétition, après avoir battu Saunders Sports Club lors de la finale nationale. C'est le quatrième titre de champion du Sri Lanka de l'histoire du club.

## Les clubs participants
- Saunders Sports Club
- Renown Sports Club
- Ratnam Sports Club
- Air Force Sports Club
- Jupiter SC
- Army SC
- Negombo Youth Sports Club
- Police SC
- Old Benedictans SC
- New Youngs SC
- York SC
- Blue Star Sport Club

## Compétition

### Phase régulière
Le classement est établi sur le barème de points classique (victoire à 3 points, match nul à 1, défaite à 0).
| Rang | Équipe                    | Pts | J  | G | N | P | Bp | Bc | Diff |
| ---- | ------------------------- | --- | -- | - | - | - | -- | -- | ---- |
| 1    | Negombo Youth Sports Club | 22  | 10 | 7 | 1 | 2 | 22 | 9  | +13  |
| 2    | Ratnam Sports ClubT       | 17  | 10 | 5 | 2 | 3 | 22 | 15 | +7   |
| 3    | Army SC                   | 14  | 10 | 4 | 2 | 4 | 13 | 14 | -1   |
| 4    | Jupiter SC                | 13  | 10 | 3 | 4 | 3 | 13 | 14 | -1   |
| 5    | Air Force Sports Club     | 10  | 10 | 2 | 4 | 4 | 12 | 14 | -2   |
| 6    | York SC                   | 6   | 10 | 1 | 3 | 6 | 5  | 21 | -16  |

| Rang | Équipe               | Pts | J  | G | N | P | Bp | Bc | Diff |
| ---- | -------------------- | --- | -- | - | - | - | -- | -- | ---- |
| 1    | New Youngs SC        | 23  | 10 | 7 | 2 | 1 | 23 | 11 | +12  |
| 2    | Saunders Sports Club | 23  | 10 | 7 | 2 | 1 | 14 | 4  | +10  |
| 3    | Police SCC           | 12  | 10 | 3 | 3 | 4 | 14 | 16 | -2   |
| 4    | Blue Star Sport Club | 12  | 10 | 4 | 0 | 6 | 13 | 15 | -2   |
| 5    | Renown Sports Club   | 10  | 10 | 3 | 1 | 6 | 16 | 16 | 0    |
| 6    | Old Benedictans SC   | 5   | 10 | 1 | 2 | 7 | 6  | 24 | -18  |

|  | Qualification pour la phase finale                         |
|  | Relégation en Division 2                                   |
|  | T : Tenant du titre C : Vainqueur de la Coupe du Sri Lanka |

### Phase finale
Toutes les rencontres ont lieu au Sugathadasa Stadium de Colombo.
|  | Demi-finales              | Demi-finales              | Demi-finales         | Demi-finales         |                    |                    | Finale          | Finale          | Finale          | Finale          |
|  |                           |                           |                      |                      |                    |                    |                 |                 |                 |                 |
|  | 3 novembre 2007           | 3 novembre 2007           | 3 novembre 2007      | 3 novembre 2007      |                    |                    | 7 novembre 2007 | 7 novembre 2007 | 7 novembre 2007 | 7 novembre 2007 |
|  | Negombo Youth Sports Club | Negombo Youth Sports Club | 2 (4)                | 2 (4)                |                    |                    | 7 novembre 2007 | 7 novembre 2007 | 7 novembre 2007 | 7 novembre 2007 |
|  | Negombo Youth Sports Club | Negombo Youth Sports Club | 2 (4)                | 2 (4)                |                    |                    | 7 novembre 2007 | 7 novembre 2007 | 7 novembre 2007 | 7 novembre 2007 |
|  | Saunders Sports Club tab  | Saunders Sports Club tab  | 2 (5)                | 2 (5)                |                    |                    | 7 novembre 2007 | 7 novembre 2007 | 7 novembre 2007 | 7 novembre 2007 |
|  | Saunders Sports Club tab  | Saunders Sports Club tab  | 2 (5)                | 2 (5)                | Ratnam Sports Club | Ratnam Sports Club | 2               | 2               |                 |                 |
|  | 4 novembre 2007           |                           |                      |                      | Ratnam Sports Club | Ratnam Sports Club | 2               | 2               |                 |                 |
|  |                           |                           | Saunders Sports Club | Saunders Sports Club | 1                  | 1                  |                 |                 |                 |                 |
|  | New Youngs SC             | New Youngs SC             | Saunders Sports Club | Saunders Sports Club | 1                  | 1                  | 1               | 1               |                 |                 |
|  | New Youngs SC             | New Youngs SC             |                      |                      |                    |                    |                 | 1               |                 |                 |
|  | Ratnam Sports Club        | Ratnam Sports Club        | 3                    | 3                    |                    |                    |                 |                 |                 |                 |
|  | Ratnam Sports Club        | Ratnam Sports Club        | 3                    | 3                    |                    |                    |                 |                 |                 |                 |

## Bilan de la saison
| Championnat du Sri Lanka de football 2007                             |                               |
| Champion                                                              | Ratnam Sports Club (4e titre) |
| Coupes et trophées                                                    |                               |
| Vainqueur de la Coupe du Sri Lanka 2007                               | Police SC                     |
| Qualifications continentales                                          |                               |
| Ligue des champions de l'AFC 2008                                     | Aucun                         |
| Coupe de l'AFC 2008                                                   | Aucun                         |
| Coupe du président de l'AFC 2008                                      | Ratnam Sports Club            |
| Promotions et relégations                                             |                               |
| Promus en Bristol League                                              | Navy SC                       |
| Promus en Bristol League                                              | Java Lane SC                  |
| Relégués en Championnat du Sri Lanka de football de deuxième division | Old Benedictans SC            |
| Relégués en Championnat du Sri Lanka de football de deuxième division | York SC                       |